# Fruits Basket-figurer
Den här artikeln behandlar figurer ur animen och mangan Fruits Basket.

## Tohrus familj och vänner

### Tohru Honda
Tohru Honda (本田 透 Honda Tōru?) är 16-18 år, ca 157 cm lång och har långt brunt hår. Tohru är en mycket snäll och hjälpsam person som alltid sätter andra människors bästa först. I början av serien bor hon i ett tält hellre än att bo hos sina vänner, för att undvika att vara en börda för dem, och hon har ett deltidsjobb som städerska på ett kontor för att betala sina terminsavgifter så att hennes farfar inte behöver gör det åt henne.

### Kyoko Honda
Kyoko Honda (本田 今日子 Honda Kyōko?) är Tohru Hondas avlidna mor. I serien syns hon bara i tillbakablickar och fotografier som Tohru ömmar för.

### Katsuya Honda
Katsuya Honda (本田 勝也 Honda Katsuya?) är Tohru Hondas avlidne far och Kyoko Hondas make. Han syns endast i tillbakablickar.

### Arisa Uotani
Arisa Uotani (魚谷 ありさ Uotani Arisa?) är 16-18 år. En av Tohrus bästa vänner, som är en före detta gängmedlem (en "yankee). Hon har långt blont hår, och hon gör vad som helst för att skydda Tohru, oftast fysiskt. Hon hade ett nära band med Tohrus mamma, som räddade henne när hon lämnade sitt gäng och de blev därför bästa vänner.

### Saki Hanajima
Saki Hanajima (花島 咲 Hanajima Saki?) är 16-18 år en av Tohrus bästa vänner. En mystisk radiovågsflicka. Hon har långt mörkt hår, oftast i en fläta på sidan. Hon använder stora och gammeldags kläder blandat med goth. Hon gör vad som helst för att skydda Tohru, oftast psykiskt.

## Sohmafamiljen

### Akito Sohma
Akito Sohma (草摩 慊人 Sōma Akito?). Han är 19-20 år, ca 164 cm lång och har svart/grått hår. Akito är överhuvdet i Sohmafamiljen och han har alltid det sista ordet. I mangan visar det sig dock att Akito är en kvinna. Men hon har blivit uppfostrad som en man. Animen tar aldrig upp att hon skulle vara kvinna och man får reda på att hennes öde är att dö ung och därigenom ta med sig zodiak-förbannelsen och bryta den. Akito har tidigare haft ett förhållande med Shigure Sohma, något som endast framgår i mangan. Akito är inte besatt av något djur, utan representerar "Gud".

### Yuki Sohma
Yuki Sohma (草摩 由希 Sōma Yuki?) är 16-18 år, ca 170 cm lång och har kort svart/grått hår.
Han är skolans prins och alla älskar honom. Yuki är besatt av musens ande och han förvandlas varje gång han blir kramad (av det motsatta könet) eller när han är nervös.

### Kyo Sohma
Kyo Sohma (草摩 夾 Sōma Kyō?) är 16-18 år, ca 171 cm lång och har kort orange hår. Han har ett mycket hetsigt temperament och blir lätt upprörd (arg med andra ord). Han är besatt av kattens ande och bär därmed på en förbannelse.

### Shigure Sohma
Shigure Sohma (草摩 紫呉 Sōma Shigure?) är 27-28 år, ca 178 cm lång och har halvkort svart hår. Han jobbar som författare och är besatt av hundens ande. Han är kusin till Yuki och Ayame. Shigures bästa vänner är Hatori Sohma och Ayame Sohma. Han beskrivs som manipulativ, retsam och något pervers. Akito anmärkte en gång att "Jag trodde du kunde ligga med vilken kvinna som helst". Han är "hemligt" förälskad i Akito Sohma och de hade tidigare ett förhållande, detta framgår endast i mangan.

### Hatori Sohma
Hatori Sohma (草摩 はとり Sōma Hatori?) är 27-28 år, ca 182 cm lång och har svart hår med en lång lugg. Hatori är nästan blind på ena ögat efter en incident med Akito Sohma. Hatori är besatt av Drakens ande och förvandlas till en sjöhäst. I Japan kallas sjöhästar för Baby Dragons.

### Momiji Sohma
Momiji Sohma (草摩 紅葉 Sōma Momiji?) är 15-17 år, men ser ut att vara mycket yngre. Han är ca 1,45 cm lång och har blont kortklippt hår. Han bär ofta kläder som ser ut som flickkläder. Alla gillar honom. Momiji är besatt av Kaninens ande.

### Kagura Sohma
Kagura Sohma (草摩 楽羅 Sōma Kagura?) är 18-20 år, ca 1,56 cm lång och har axellångt brunt hår. Hon är hopplöst förälskad i Kyo och hon accepterar honom hur han än ser ut, på grund av deras ungdom. Hon är besatt av grisens ande, och förvandlas till ett vildsvin.

### Hatsuharu Sohma
Hatsuharu Sohma (草摩 溌春 Sōma Hatsuharu?) är 15-17 år, och är ca 185 cm lång. Hans hårfärg är vit och svart, vilket de flesta stör sig på, men det är hans naturliga hårfärg. Han är besatt av Kossans ande och förvandlas därför till en ko. Han har mycket dåligt lokalsinne, men är trots allt en riktigt cool person. När han blir arg går han in i ett tillstånd där han kallas "Black Haru".

### Ayame Sohma
Ayame Sohma (草摩 綾女 Sōma Ayame?) är 27-28 år, han är ca 1,80 cm och är bästa vän med Shigure och Hatori. Hans största förebild är Hatori och han gör allt som Hatori säger. Han är storebror till Yuki, men de är inte alls lika. Ayame är ganska cool men världens nörd. Han har långt vitt hår och han är besatt av ormens ande och förvandlas därför till en orm. Han äger en egen klädaffär.

### Hiro Sohma
Hiro Sohma (草摩 燈路 Sōma Hiro?) är ca 11-12 år gammal och är ca 1,39 cm lång. Han har blont kort hår och är väldigt elak. Hans bästa vän är Kisa Sohma och han vill inte att någon ska ta henne ifrån honom. Han är besatt av fårets ande och förvandlas därför till ett får.

### Kisa Sohma
Kisa Sohma (草摩 杞紗 Sōma Kisa?) är ca 12-13 år gammal och är ca 1,37 cm lång. Hon har ljusorange hår och är bästa vän med Hiro Sohma. Hon är besatt av tigerns ande.

### Ritsu Sohma
Ritsu Sohma (草摩 利津 Sōma Ritsu?) är 21-22 år och är ca 1,78 cm lång. "Hon" har långt blont hår och klär sig som en tjej, tills Tohru råker trilla på henne och "hon" förvandlas till ett djur, vilket inte ska gå ihop eftersom det är det motsatta könet som gör att de förvandlas. Ritsu visar sig vara man och han är besatt av apans ande. Han har ett mycket dåligt självförtroende och ber om ursäkt för minsta lilla.

### Isuzu "Rin" Sohma
Isuzu Sohma (草摩 依鈴 Sōma Isuzu?) är 17-19 år gammal. Hon är inte med i animen men finns med i mangan. Hon är besatt av Hästens ande. Hon ska tidigare haft ett sexuellt förhållande med Hatsuharu, men Akito gillade inte att de var tillsammans och därför hade han torterat henne så att hon hade åkt in på sjukhuset. Hon gör slut med Hatsuharu för att hon inte vill att han också ska bli skadad.

### Kureno Sohma
Kureno Sohma (草摩 紅野 Sōma Kureno?) är 26–27. Han var besatt av tuppens ande men befriades från förbannelsen innan han introducerades i handlingen. Han dyker bara upp i mangan. Enligt Natsuki Takaya ogillade han att andra såg hans djur-form medan han fortfarande var drabbad av förbannelsen, då han inte förvandlades till en tupp, utan till en liten sparv

### Kazuma Sohma
Kazuma Sohma (草摩 籍真 Sōma Kazuma?) är runt 40 år. Han är en kampsportsmästare som leder en dojo nära Sohmafamiljens område, där han lär upp flera av de yngre medlemmarna i Sohma-familjen, däribland Kyo, Kagura, Yuki, and Hatsuharu.
Han tilltalas oftast med Shishō, vilket betyder mästare. Hans farfar var katten innan Kyo, och enda gången Kazuma mötte sin farfar, då han var ett barn, var han elak mot farfadern på grund av att han var katten, och Kazuma trodde att allt farfadern rörde vid blev smittat av förbannelsen. På grund av skuldkänslor från den händelsen tog Kazuma till sig Kyo, när hans mor hade dött och tog hand om honom som ett sätt att gottgöra sin skuld. Efter hand blev han dock mycket fäst vid Kyo och började älska honom som om han var hans riktiga son.

### Ren Sohma
Ren Sohma (草摩 楝 Sōma Ren?) är Akitos mor. Hon dyker bara upp i mangan.

### Akira Sohma
Akira Sohma (草摩 晶 Sōma Akira?) är Akitos avlidne far och Rens make. han var "Gud" innan Akito.